# Сантос, Кимберли
Кимберли Сантос (англ. Kimberley Santos; род. 21 августа 1961, Гуам) — гуамская фотомодель и королева красоты, которая стала «Мисс Мира 1980 года» после того, как Габриэлла Брум из Германии подала в отставку на следующий день после своей победы. 
Конкурс «Мисс мира» 1980 года проходил в Лондонском королевском зале искусств и наук имени Альберта в столице Великобритании городе Лондоне; за корону сражались 67 участниц.
Прожив с мужем в Токио и Париже и родив двух сыновей, они затем переехали в британскую столицу, где у них родился третий сын. Она также стала специальным констеблем в Лондоне. 
В настоящее время Кимберли Сантос Хилл живёт в Северной Каролине в Соединённых Штатах Америки, со своим мужем и детьми. Она работает опекуном ad litem, назначенным судом представителем детей, находящихся на попечении государственных социальных служб.